# Alica Stuhlemmer
Alica Stuhlemmer, né le 24 août 1999 à Kiel, est une skippeuse allemande, évoluant notamment en multicoque Nacra 17.

## Carrière
Elle démarre la compétition en 2017 en associant avec le skipper Paul Kohlhoff et atteint la cinquième place aux championnats du monde cette anée-là.
En mai 2021, l'équipage participe aux Jeux Olympiques de 2020 à Tokyo après s'être classé respectivement 4e et 3e lors de la semaine de Kiel 2019 et 2020. Les deux réussissent à remporter la médaille de bronze, et pour cette distinction, ils reçoivent le 8 novembre 2021 la médaille Silbernes Lorbeerblatt des mains du président fédéral Frank-Walter Steinmeier.